# ルカ・ザニマッキア
ルカ・ザニマッキア（Luca Zanimacchia、1998年7月19日 - ）は、イタリア・デージオ出身のサッカー選手。USクレモネーゼ所属。ポジションはフォワード。

## クラブ経歴
2017年、FCレニャーゴ・サルスからジェノアCFCに引き抜かれ、2018-19シーズンはU-23ユヴェントスFCに貸し出された。このシーズンにU-23でリーグ戦34試合3ゴールという結果を残し、ユヴェントスがザニマッキアの買い取りオプションを行使した 。
2020年7月29日、セリエAのカリアリ・カルチョ戦にてトップチームデビュー並びにセリエAデビューを果たした。2020年9月1日、セグンダ・ディビシオンのレアル・サラゴサへのレンタル移籍が決まった。